# Holten

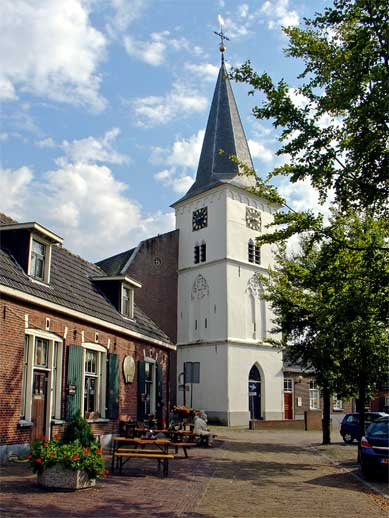
De dorpskerk van Holten

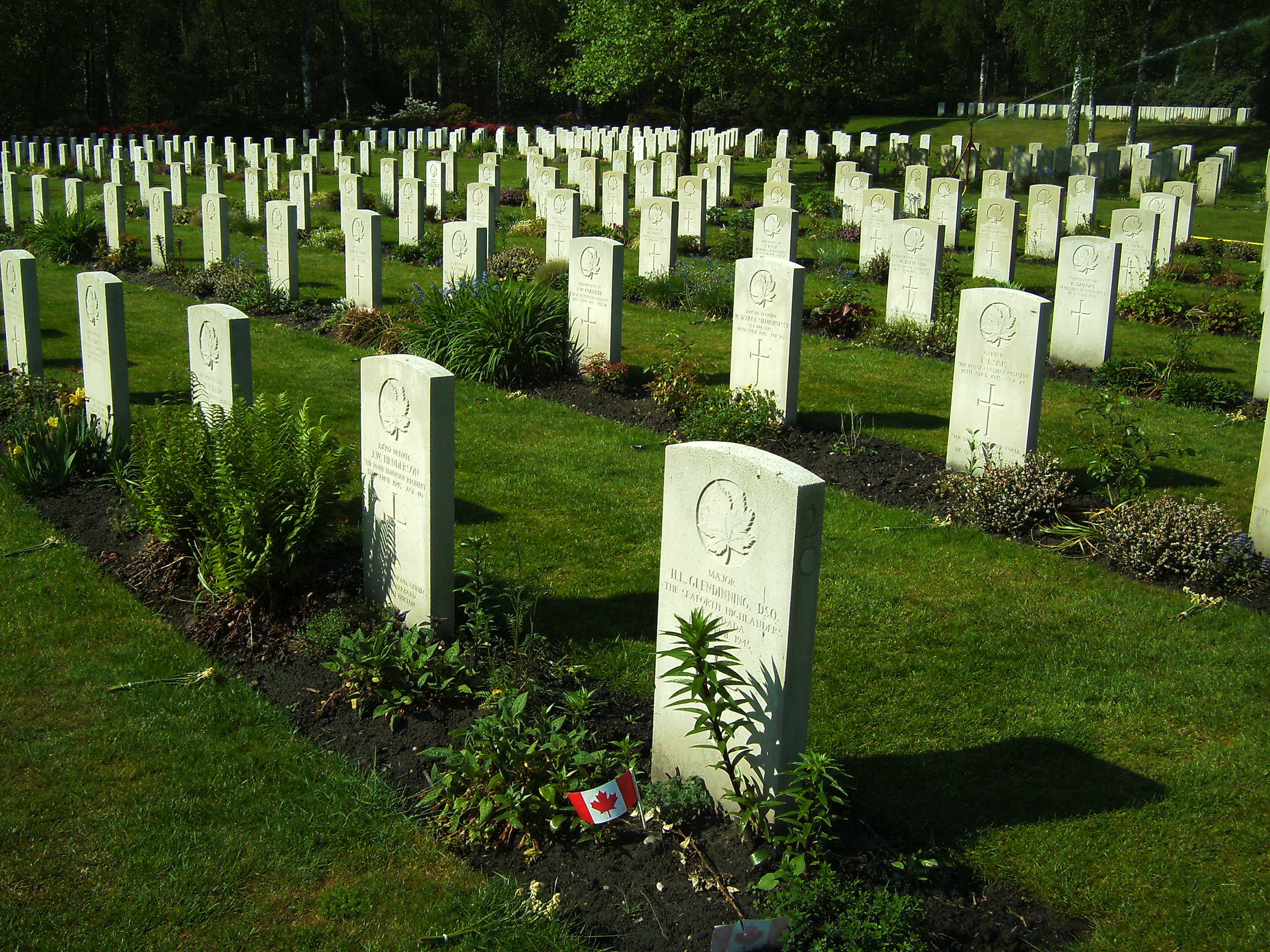
Canadese begraafplaats

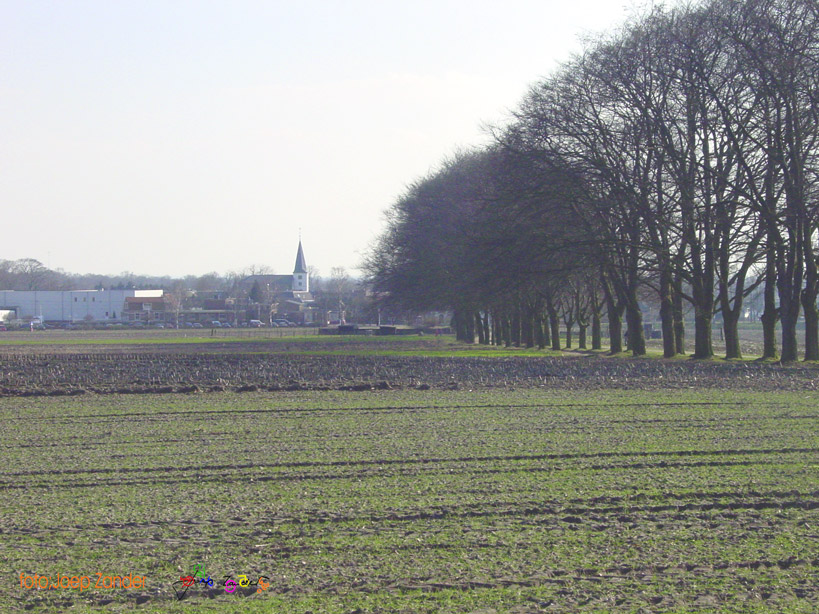
Holten vanaf de Holterberg

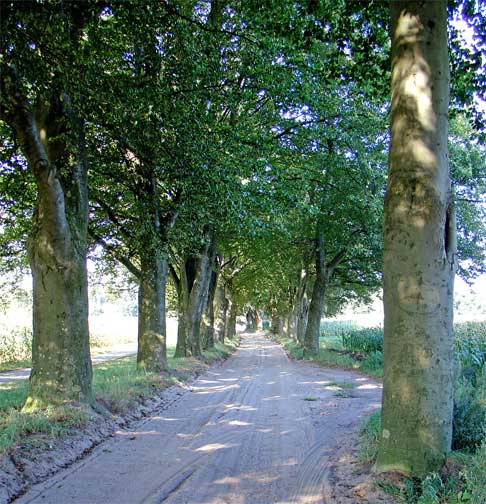
De Beukenlaan te Holten richting Holterberg

Holten (Nedersaksisch: Hoolt'n) is een dorp in de regio Salland (Overijssel, Nederland) en behoort sinds 2001 tot de Twentse gemeente Rijssen-Holten in Regio Twente. Daarvoor was Holten een zelfstandige gemeente. Holten had op 1 januari 2023 9.595 inwoners.
Holten ligt aan de Holterberg aan het zuidereind van de Sallandse Heuvelrug. Westelijk liggen de buurtschappen Dijkerhoek en Espelo. Aan de oostkant strekt tussen Holten, Markelo en Rijssen buurtschap en natuurgebied De Borkeld uit. Ten zuiden van het dorp ligt de buurtschap Beuseberg en de Lookerenk, die overgaat in een beboste heuvel genaamd Beuseberg (ook wel Zuurberg genoemd). Nog verder zuidelijk liggen ten slotte uitgestrekte weilanden. Vanaf begin zeventiger jaren wordt het zuidelijk deel hiervan doorsneden door de snelweg A1.
Holten ligt in het zuidoosten van Salland en grenst in het oosten aan Twente en in het zuiden aan de Achterhoek. Het dorp was vroeger een agrarische gemeenschap. In de twintigste eeuw werd ook toerisme een belangrijke bron van inkomsten. Vanaf het begin van de zestiger jaren is er een aantal industriële en dienstverlenende bedrijven gevestigd waardoor Holten al lange tijd een overschot aan arbeidsplaatsen kent. Grotere werkgevers zijn de vleesverwerker/foodgroep Enkco, zoutstrooierfabrikant Aebi Schmidt Nederland (voorheen Nido) en transportbedrijf Müller Transport. In 2013 ging een andere grote werkgever, Oad Reizen, failliet. Het bedrijfspand aan de rand van het dorp bleef enkele jaren ongebruikt tot in 2016 het hoofdkantoor van ingenieursbureau Aveco de Bondt daarin werd gevestigd.

## Cultuur

### Bezienswaardigheden
Vlak buiten Holten liggen de fundamenten van het middeleeuwse kasteel De Waerdenborch. De bouw ervan moet in 1377 zijn begonnen, maar al in 1380 werd het verwoest, om het jaar erop als vooruitgeschoven verdedigingspost voor de stad Deventer te worden herbouwd. Omstreeks 1530 was het kasteel overbodig geworden en werd het afgebroken. De Waerdenborch is nu nog de naam van een openbare scholengemeenschap voor vmbo, havo, atheneum en gymnasium.
Op de Holterberg ligt het Holten Canadian War Cemetery en het Natuurmuseum Holterberg. Via de toenmalige burgemeester van Holten en het Ministerie van Oorlog werd bewerkstelligd dat een stuk Nederland voor dit doel aan het Canadese Gouvernement kon worden geschonken. Nog steeds is de begraafplaats Canadees grondgebied. Op de Canadese begraafplaats hebben naast 1355 Canadezen ook 36 Britten, 2 Australiërs en 1 Belg hun laatste rustplaats. In 2011 werd het informatiecentrum geopend door prinses Margriet en Pieter van Vollenhoven met de onthulling van het kunstwerk "For all generations". Dit kunstwerk is geschonken door het Prins Bernhard Cultuurfonds en is ontworpen en uitgevoerd door kunstenares Annemiek Punt.

### Religie
Holten kent drie kerken, de dorpskerk Holten (Nederlands Hervormd, PKN), de Gereformeerde kerk „De Kandelaar” (PKN) Holten, en de evangelische gemeente De Loofhut. In het verleden zetelde de R.K. parochie St. Joseph Nieuw Heeten/Holten (sinds 1965) in „Gebouw Irene” 

## Verkeer en vervoer
Holten heeft een treinstation, station Holten. Dit station ligt aan het spoortraject Apeldoorn - Enschede. Er stopt op werkdagen overdag ieder half uur een trein, op andere tijden ieder uur.
Er zijn ook een aantal buslijnen van Arriva en EBS die de plaats Holten aandoen. Dat zijn de volgende lijnen:
- Lijn 97 (Arriva): Holten - Markelo - Herikerberg - Goor - Hengevelde - Sint Isidorushoeve - Haaksbergen
- Lijn 660 (EBS): Holten - Bathmen - Deventer

## Sport en recreatie
Jaarlijks wordt er in Holten een triatlon georganiseerd. In de beginjaren (rond 1984) deden deelnemers ook met de gewone fiets en klompen aan mee. Met ingang van 2002 is de Triathlon van Holten opgenomen in het Points Races Circuit van de International Triathlon Union (ITU). In 2009 was Holten het toneel van het Europees kampioenschap triatlon en werd het 25-jarig jubileum gevierd. In 2010 werd er een World Cup wedstrijd gehouden. En in 2013 werd het EK triathlon voor onder de 23 gehouden.
- De plaatselijke voetbalverenigingen zijn VV Holten en ZVV Blauw Wit '66.
- De motorsportvereniging MAC "De Holterberg"
- De atletiekvereniging "AV Holten"
- Hockeyclub Holten Rijssen (HCHR)
- Handbalvereniging HV Holten
- Rijvereniging de Bergruiters en ponyclub de Bergruitertjes
- Tennis Club "t.c. Holten"
- Badminton Club Holten “BC Holten”
- Wielervereniging Holten
- Volleybalvereniging Mintonette
- Sport Vereniging BATO Holten
- Touwtrek vereniging OKIA
- Triathlon vereniging Triathlon Team Holten

Op 25 mei 2022 zal de gemeenteraad Rijssen-Holten over een voorstel stemmen voor zondagsopenstelling in Holten waar buiten SGP en ChristenUnie nét een meerderheid voor is.

### Wandelroutes
- Door Holten loopt het Pieterpad. De route loopt van Pieterburen aan de Groningse Waddenkust naar de Sint-Pietersberg bij Maastricht.
- Over de Holterberg loopt het Marskramerpad: deel I is het Nederlandse deel van de Handelsweg (E11), die loopt van Osnabrück naar Deventer.
- Het Overijsselpad (LAW 2) voert van Steenwijk tot Enschede. De lengte is 177,5 km en is verdeeld in 6 trajecten.

### Carnaval in Holten
In Holten wordt carnaval gevierd en het dorp heet in carnavalstijd Keunedarp, wat historisch gezien te maken heeft met de vele varkensboeren die Holten rijk was. De naam van de carnavalsvereniging van de carnavalsprinsen is C.V. De Fienpreuvers.

## Bekende Holtenaren
- Jannes Vincent (1820-1897), burgemeester
- Co Verkade (1906-2008), ondernemer
- Fransje Roscam Abbing-Bos (1932-2019), politicus
- Willem van Rappard (1946), burgemeester
- Theo de Rooij (1957), wielrenner, wielercoach/ploegleider
- Wolter Wierbos (1957), jazz-trombonist
- Edwin van Hoevelaak (1967), zanger en muziekproducent
- Mark Tuitert (1980), voormalig schaatser
- Danny Jansen (2002), darter
- Sem Scheperman (2002), voetballer